# Chamaecrista newtonii
Chamaecrista newtonii là một loài thực vật có hoa trong họ Đậu. Loài này được (Mendonca & Torre) Lock miêu tả khoa học đầu tiên.